# Avicennia officinalis
Avicennia officinalis ist eine Mangrovenart aus der Gattung Avicennia, die Familie der Akanthusgewächse (Acanthaceae) gerechnet wird. Ihr Verbreitungsgebiet erstreckt sich von den Küsten Südasiens bis Australien.

## Beschreibung

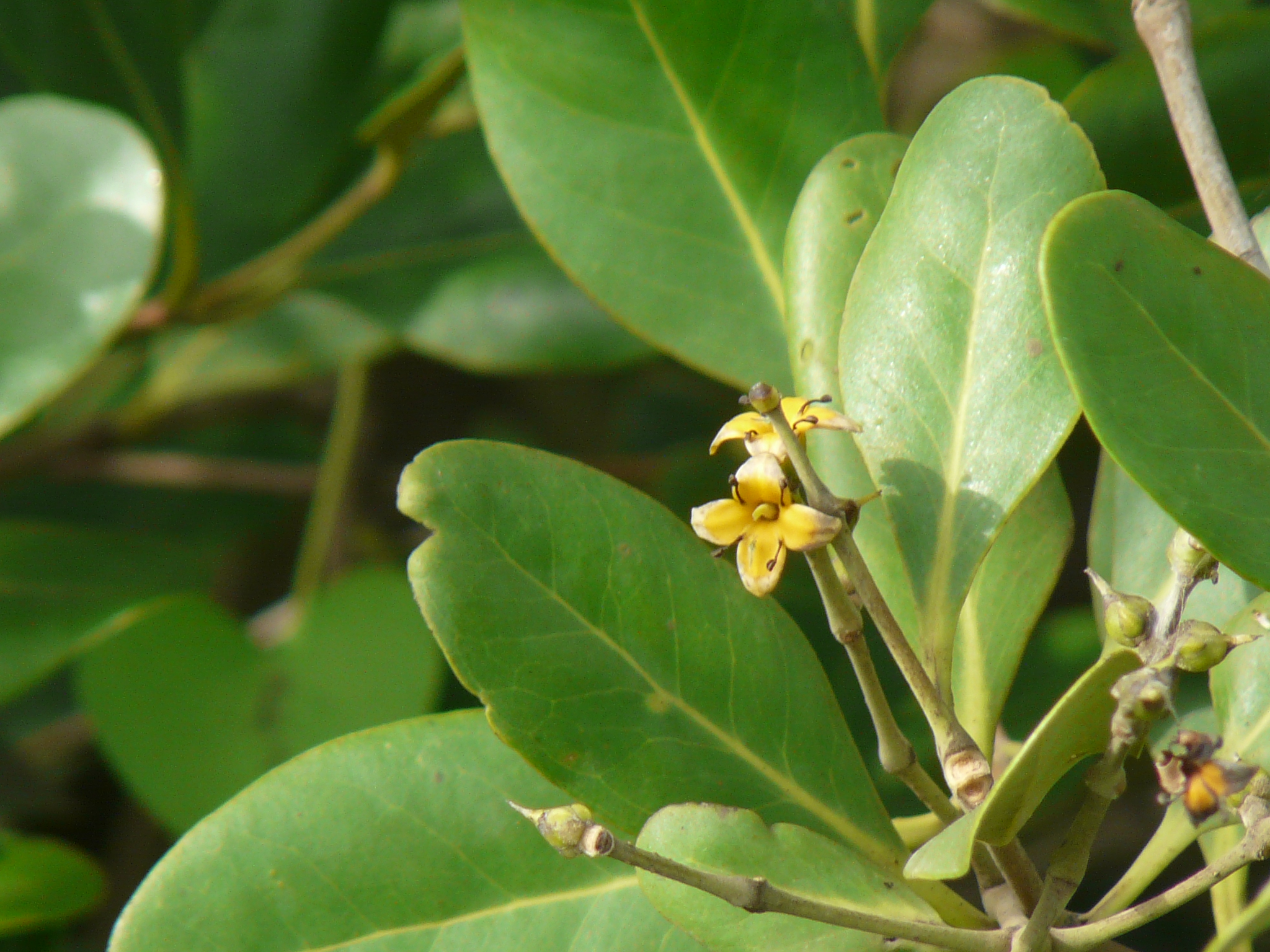
Zweig mit Blüten

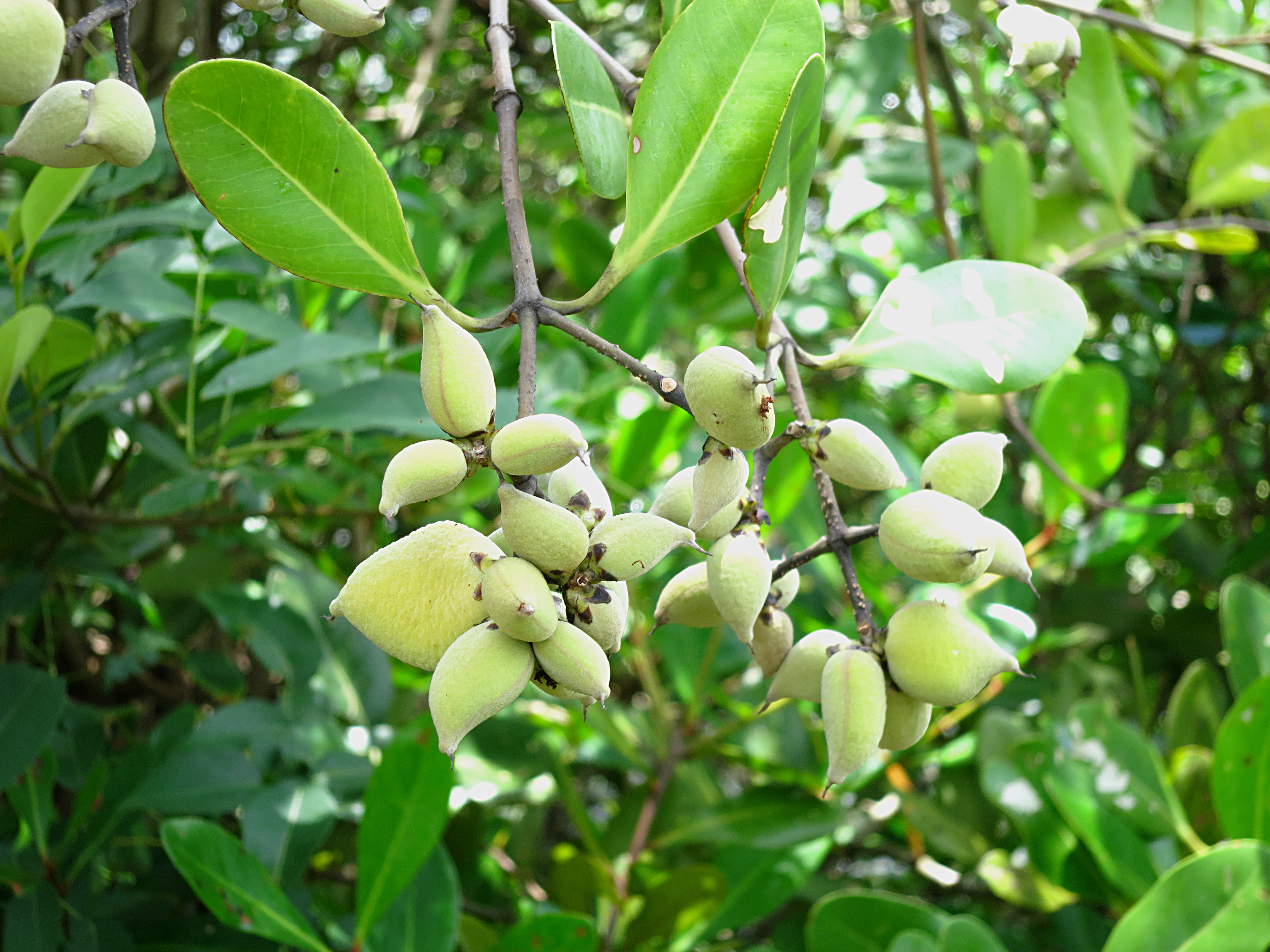
Zweig mit Früchten

### Vegetative Merkmale
Avicennia officinalis ist ein immergrüner Baum, der Wuchshöhen von 25 Metern und Stammdurchmesser von 1 Meter erreicht. Vom Stamm gehen lange, horizontal verlaufende Wurzeln aus, von denen eine große Zahl aufrecht stehender Atemwurzeln abzweigen. Die Borke junger Bäume ist dünn und braun-grau, bei älteren Exemplaren rau und schwarz-grau.
Die dicken und ledrigen Laubblätter sind bei einer Länge von 4 bis 12 Zentimetern sowie einer Breite von 2 bis 6 Zentimetern eiförmig bis breit-elliptisch und verkehrt-eiförmig mit gerundetem oberen Ende und spitzer bis gerundeter Spreitenbasis. Die Blattränder sind etwas nach unten eingerollt. Die Blattoberseite ist leuchtend grün und kahl, die -unterseite ist fein grau-grün behaart.

### Generative Merkmale
An den Enden der Zweige befinden sich in aufrechten, köpfchenförmigen, etwa 15 Zentimeter großen rispigen Blütenständen bis zu zwölf Blüten. Die Einzelblüten Die Blüten ähneln in der Form denen der Schwarzen Mangrove (Avicennia germinans). Sie sind 7 bis 10 Millimeter lang und 12 bis 15 Millimeter breit und damit die größten Blüten der östlichen Avicennia-Arten. Die Blüten sind sitzend und übelriechend. Der Kelch ist fünflappig und an den Rändern behaart. Die Blütenkrone ist etwas zygomorph, glockenförmig und vierlappig, die Innenseite ist kahl; sie ist anfangs gelb bis gelblich-braun, später orangefarben. Je Blüte sind vier 3 bis 4 Millimeter lange Staubblätter vorhanden. Der Fruchtknoten ist konisch, behaart und vierfächrig. Der fadenförmige Griffel endet in einer gegabelten Narbe.
Die Kapselfrucht ist bei einer Länge von etwa 2,5 Zentimetern breit-eiförmig und abgeflacht. Jede Frucht enthält einen großen, abgeflachten Samen ohne Samenhülle.

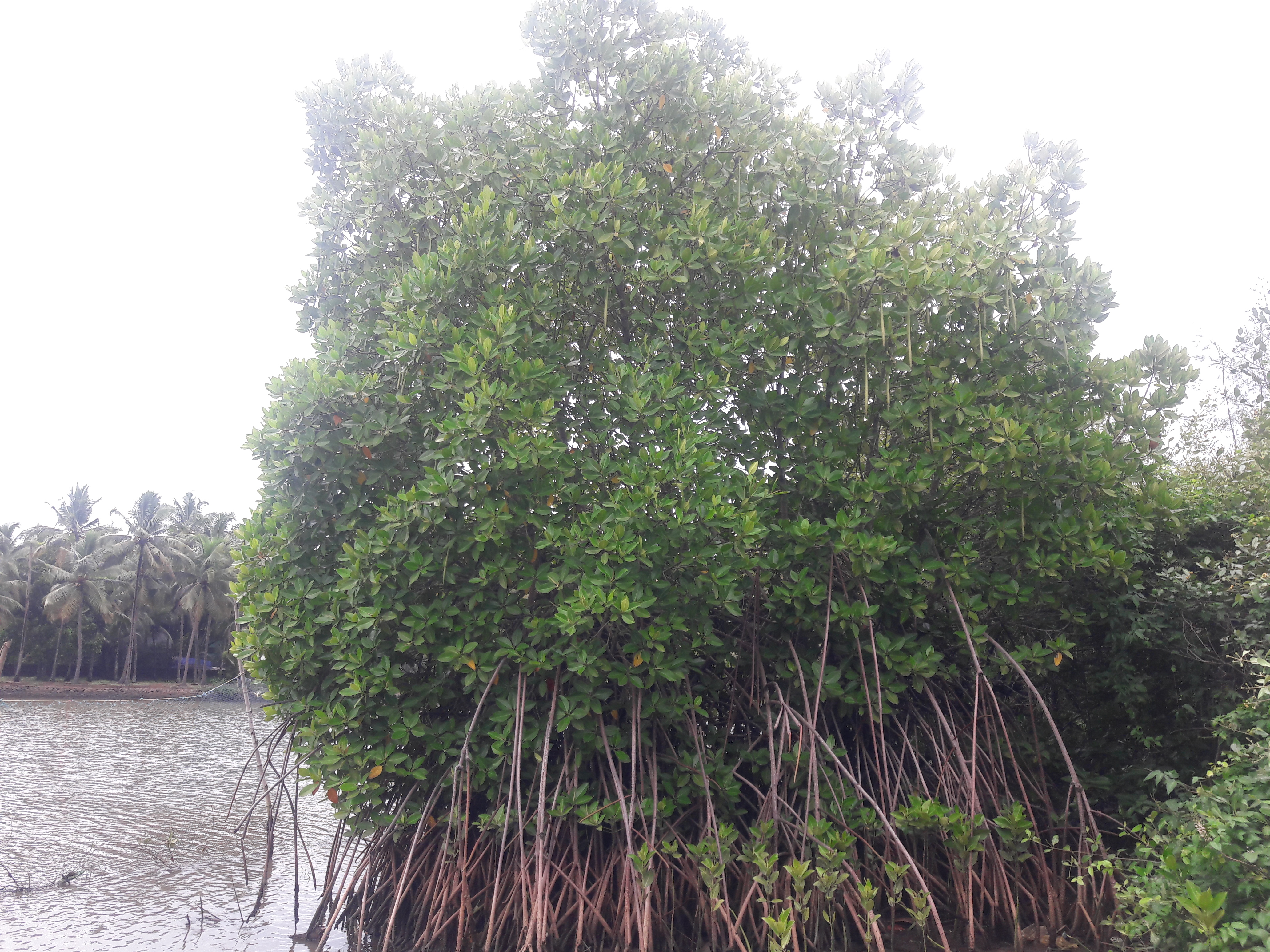
Habitus im Habitat

## Vorkommen
Das Verbreitungsgebiet von Avicennia officinalis erstreckt sich entlang der Küsten des südlichen Indiens über Vietnam, Thailand, Malaysia und Indonesien bis auf die Philippinen, Neuguinea und des östlichen Australiens.
In Neuguinea findet man sie bis in Höhenlagen von 50 Metern. Meist wächst sie auf brackigem Schlick an Küsten und auf Marschland in feuchten, tropischen und subtropischen Gebieten mit Niederschlagsmengen von 10 bis 45 Millimetern und mittleren Temperaturen von 20 bis 26 °C.

## Systematik
Avicennia officinalis ist eine Art aus der Gattung Avicennia. Die Art ist der Arttypus der Gattung Avicennia, doch wurde der Name häufig auch für andere Avicennia-Arten verwendet, beispielsweise Avicennia marina und Avicennia officinalis wurde als Avicennia tomentosa beschrieben. 
Carl von Linné hat 1753 in der ersten Ausgabe der Species Plantarum, Band 1, Seite 110 zwei Arten unter einem Namen beschrieben, die asiatische Art Avicennia officinalis und die amerikanische Art Avicennia germinans. Er hat beide Arten als Avicennia officinalis zusammengefasst.

## Verwendung
Das Holz wird zur Herstellung von Booten, Hütten und Anlegeplätzen verwendet, aber auch für Möbel. Die Wurzel und die Rinde können zum Färben benutzt werden.

## Nachweise